# Incydent z 26 lutego

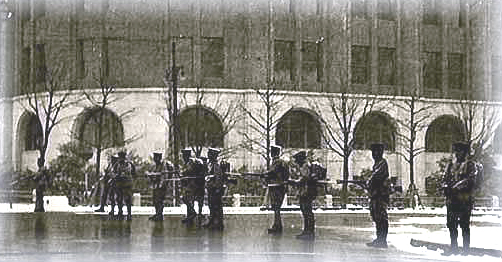
Wojsko na ulicach Tokio w czasie próby zamachu stanu

Incydent z 26 lutego (jap. 二・二六事件 Ni-niroku jiken) – próba zamachu stanu w Japonii dokonana w dniach 26–29 lutego 1936 roku przez ultranacjonalistów z Kōdō-ha, działającego w japońskiej armii. Zginęło kilku czołowych polityków, a centrum Tokio było przez krótki czas okupowane przez rebeliantów, zanim zamach został stłumiony.

## 26 lutego
We wczesnych godzinach rannych 26 lutego 1936 roku około 1500 żołnierzy z 1 Dywizji Cesarskiej Armii Japońskiej, dowodzonych przez młodych oficerów, wkroczyło do centrum Tokio i zajęło kluczowe budynki rządowe, w tym gmach Zgromadzenia Narodowego, siedzibę Ministerstwa Wojny i komendę stołecznej policji. Ponieśli śmierć m.in. minister finansów (były premier) Korekiyo Takahashi, kanclerz tajnej pieczęci (również były premier) wicehrabia Makoto Saitō i generalny inspektor wyszkolenia armii, generał Jōtarō Watanabe.

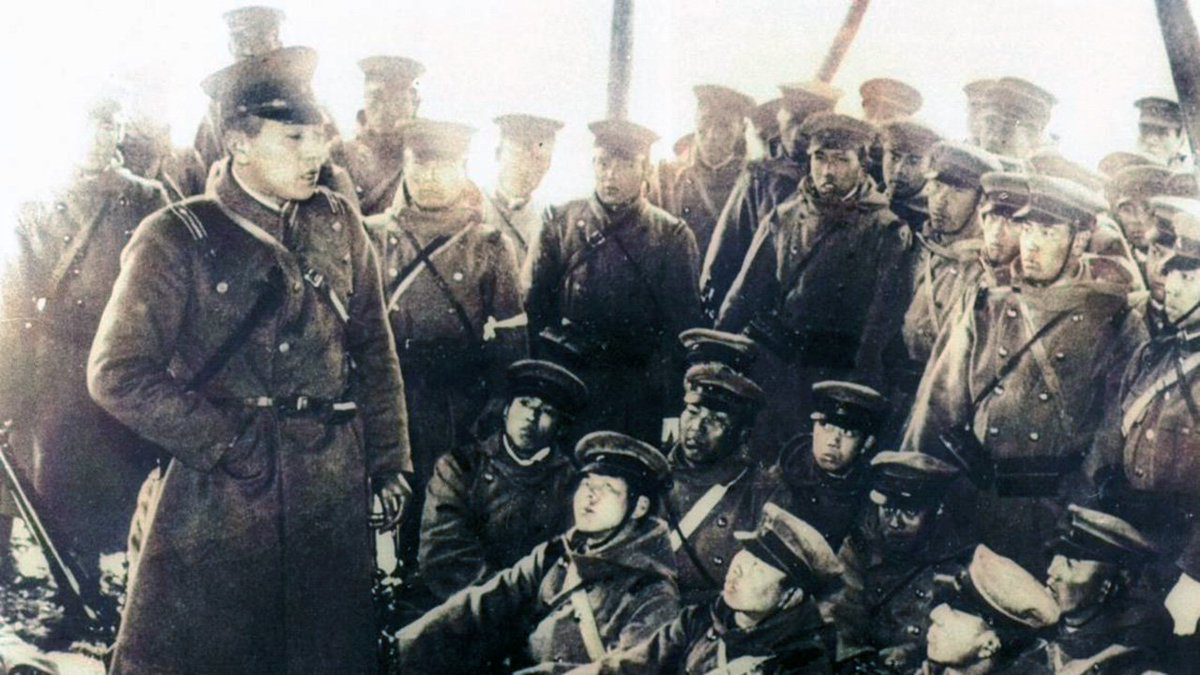
Rebelianci z 1 Dywizji

Grupa oficerów wtargnęła do Kantei (oficjalna rezydencja premierów Japonii) z zamiarem zabicia premiera Keisuke Okady, który jednak uniknął śmierci, bowiem rebelianci zabili przez pomyłkę jego zięcia. Zaatakowany został także dom wielkiego kanclerza admirała Kantarō Suzukiego, w wyniku czego został on poważnie ranny. Nie uniknęły ataku rezydencje byłego kanclerza tajnej pieczęci Nobuakiego Makino i polityka Kinmochiego Saionji, ale obaj zdołali uciec. Powstańcy zamierzali zająć także Pałac Cesarski, ale wobec zdecydowanego oporu Gwardii musieli odstąpić.
Rebelianci udali się także do ministra ds. armii Yoshiyukiego Kawashimy z żądaniem rozwiązania rządu i zastąpienia go nowym, na czele którego stanąłby przychylny im generał. Stwierdzili, że wystąpili w imieniu cesarza przeciwko skorumpowanemu, rozpolitykowanemu gabinetowi, który powinien był zwracać więcej uwagi na trudne problemy gospodarcze kraju.
Władze wojskowe były początkowo niechętne użyciu siły dla stłumienia rewolty, bowiem obawiały się wojny domowej w stolicy. Co więcej, wielu wysokich rangą oficerów sprzyjało rebeliantom i wzywało do dogadania się z nimi. Szczególnie sprzyjał rewolcie garnizon tokijski. Uczestnicy puczu mieli jednak również wielu przeciwników, zarówno w armii (ugrupowanie Tōsei-ha), jak i w marynarce wojennej (Saitō, Okada i Suzuki byli oficerami floty), która bezzwłocznie skierowała okręty do Zatoki Tokijskiej.
Jednak z najsilniejszym sprzeciwem rewolta spotkała się ze strony cesarza, którym wstrząsnęła informacja o zamordowaniu najbliższych doradców. Kiedy jego osobisty adiutant generał Shigeru Honjō (ongiś poplecznik założyciela Kōdō-ha Sadao Arakiego) poinformował go o rewolcie, Hirohito natychmiast rozkazał ją zdławić, nazywając uczestniczących w niej oficerów „buntownikami”. Honjō próbował ich bronić, na co cesarz odpowiedział: „Oddziały zostały pchnięte do akcji bez naszych rozkazów. Jakby się nie nazywali, to nie są nasi żołnierze”. Następnie Hirohito nakazał ministrowi armii Yoshiyukiemu Kawashimie natychmiastowe zdławienie rebelii.
Hideki Tōjō, który również zaczął natychmiast wypełniać rozkazy cesarskie, zasłużył sobie później na tekę premiera.

## 27 lutego

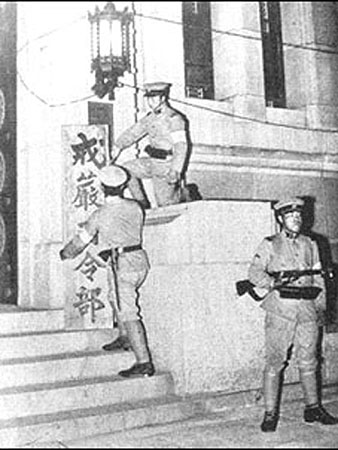
Kwatera Główna stanu wyjątkowego w Akasaka

Tego dnia wprowadzono w Tokio stan wyjątkowy i wezwano posiłki z głębi kraju.
Kiedy Honjō powiedział cesarzowi, że niewiele udało się zdziałać w celu stłumienia rebelii, Hirohito odpowiedział gniewnie: „W takim razie sam poprowadzę gwardię cesarską i zniszczę ich”.

## 28 lutego
Cesarz podpisał rozkaz nakazujący armii i flocie stłumienie rewolty i usunięcie rebeliantów ze stanowisk.

## 29 lutego
Dowództwo armii, wciąż wahające się przed użyciem siły przeciwko własnym żołnierzom, rozpoczęło kampanię oddziaływania psychologicznego, rozrzucając ulotki powielające cesarskie stanowisko w tej sprawie. Zmęczeni całą tą sytuacją oficerowie nie uczynili nic, aby zachęcić żołnierzy do pozostania, w związku z czym koło południa większość szeregowych porzuciła posterunki i wróciła do koszar. Do wieczora próba zamachu stanu została zakończona. Dwaj oficerowie woleli popełnić seppuku, niż się poddać, pozostałych aresztowano.

## Skutki
Wyrokiem sądu wojskowego 19 ludzi (w tym radykalny prawicowy filozof Ikki Kita i jego uczeń Mitsugi Nishida) zostało straconych, a 70 dalszych skazano na wyroki wieloletniego więzienia. Nie ukarano żadnego spośród szeregowych żołnierzy, ale stan wyjątkowy był utrzymywany w Tokio do 18 lipca 1936 roku.
Wojskowi wykorzystali sytuację, aby wzmocnić swoją siłę polityczną i budżet armii oraz aby ugruntować kontrolę nad działalnością cywilnych polityków. Premier Okada został w marcu zmuszony do rezygnacji ze stanowiska i został zastąpiony przez Kōkiego Hirotę (pod rządami którego podpisany został nieco później pakt antykominternowski). Niezależnie od jego pierwotnych zamierzeń incydent z 26 lutego przyczynił się do wzmocnienia japońskiego militaryzmu. Był to ważny krok na drodze do wojny z Chinami, która wybuchła rok później, a w konsekwencji do wojny na Pacyfiku.